# Megaphobema robustum
Megaphobema robustum är en spindelart som först beskrevs av Anton Ausserer 1875.  Megaphobema robustum ingår i släktet Megaphobema och familjen fågelspindlar.
Artens utbredningsområde är Colombia. Inga underarter finns listade i Catalogue of Life.